# Dasymaschalon yunnanense
Dasymaschalon yunnanense (Hu) Bân – gatunek rośliny z rodziny flaszowcowatych (Annonaceae Juss.). Występuje naturalnie w południowej części Chin – w południowo-wschodnim Junnanie. 

## Morfologia
PokrójZimozielone małe drzewo lub krzew dorastające do 5 m wysokości. Młode pędy są owłosione.
LiścieMają odwrotnie owalnie podłużny lub podłużny kształt. Mierzą 10–16 cm długości oraz 3,5–7 cm szerokości. Są owłosione od spodu. Nasada liścia jest zaokrąglona. Wierzchołek jest spiczasty. Ogonek liściowy jest owłosiony i dorasta do 3–8 mm długości.
KwiatySą pojedyncze, rozwijają się naprzeciwlegle do liści. Działki kielicha mają owalny kształt, są owłosione i dorastają do 1 mm długości. Płatki mają owalny kształt, są owłosione od wewnętrznej strony, płatki wewnętrzne osiągają do 2,8 cm długości oraz 2 cm szerokości i są większe od zewnętrznych. Kwiaty mają 13 owłosionych słupków o podłużnym kształcie i długości 2 mm.
OwoceTworzą owoc zbiorowy. Są owłosione. Osiągają 3,5 cm długości i 0,5 cm szerokości.

## Biologia i ekologia
Rośnie w lasach mieszanych. Występuje na wysokości od 1000 do 1400 m n.p.m. Kwitnie w październiku, natomiast owoce pojawiają się w sierpniu.